# رين بارت
رين بارت (بالهولندية: Rein Baart)‏ (ولد في 13 أبريل 1972) هو لاعب كرة قدم هولندي سابق.